# Ниманн, Ханс Моке
Ханс Моке Ниманн (англ. Hans Moke Niemann; род. род. 20 июня 2003, Сан-Франциско, Калифорния) — американский шахматист, гроссмейстер (2021).

## Биография
Родился в смешанной гавайской и датской семье. В возрасте семи лет вместе со своей семьей переехал в Нидерланды, но в возрасте десяти лет вернулся в Соединенные Штаты. В шахматы начал играть в возрасте восьми лет. В 2016 году Ханс Моке Ниманн выиграл чемпионат Северной Америки по шахматам среди юношей в возрастной группе до 16 лет. В 2021 году выиграл чемпионат США по шахматам среди юниоров.
На взрослом уровне в 2019 году выиграл мемориал Эдварда Ласкера. В июле 2021 года поделил первое место на международном шахматном фестивале «World Open». В августе 2021 года занял второе место на Открытом чемпионате США.
В ноябре 2021 года в Риге Ханс Моке Ниманн занял 52-е место на турнире «Большая швейцарка ФИДЕ».
За успехи в турнирах ФИДЕ присвоила Хансу Моке Ниманну звание международного мастера (IM) в 2018 году и международного гроссмейстера (GM) в 2020 году.
4 сентября 2022 года на турнире в Сент-Луисе Ниманн нанёс поражение чемпиону мира Магнусу Карлсену и стал членом символического клуба Михаила Чигорина. Это событие имело далеко идущие скандальные последствия ввиду выдвинутых Карлсеном обвинений, которые после многомесячного разбирательства были сняты.

## Изменения рейтинга
| Графики недоступны из-за технических проблем. См. информацию на Фабрикаторе и на mediawiki.org. |